# 1952 în informatică
- 1951 în informatică — 1952 în informatică — 1953 în informatică

1952 în informatică a însemnat o serie de evenimente noi notabile:

## Evenimente
- David A. Huffman creează algoritmul Huffman, unul dintre cei mai buni algoritmi de compresie.

- Calculatorul UNIVAC I este folosit de  CBS pentru a prevede câștigarea alegerilor de către Dwight Eisenhower în fața lui Adlai Stevenson în cadrul alegerilor prezidențiale din Statele Unite. El a greșit scorul doar cu aproximativ 7%, astfel încât a devenit un obiect de mare interes.

- Grace Hopper a creat primul program care traduce simboluri dintr-un limbaj de nivel înalt în cod mașină - compilatorul  A-0

- Leon Livovschi a utilizat primul, pe plan mondial, calculul implicațiilor la proiectarea circuitelor automate cu contacte și relee[1]